# Markus Gier
Markus Gier (ur. 1 stycznia 1970 w St. Gallen) – szwajcarski wioślarz. Złoty medalista olimpijski z Atlanty.
Zawody w 1996 były jego pierwszymi igrzyskami olimpijskimi. Medal zdobył w dwójce podwójnej wagi lekkiej. Wspólnie z nim płynął młodszy brat Michael. Na igrzyskach w 2000 zajęli piąte miejsce. Na mistrzostwach świata zdobył w tej konkurencji złoto w 1995, srebro w 1993, brąz w 1992, 1994 i 1998. W 1989 był drugi w czwórce podwójnej wagi lekkiej.